# Стальной алхимик
«Стальной алхимик» (яп. 鋼の錬金術師 хаганэ но рэнкиндзюцуси, англ. Fullmetal Alchemist) — манга Хирому Аракавы. Манга ежемесячно издавалась с августа 2001 года по июнь 2010 года в журнале Shonen Gangan, принадлежащем компании Square Enix. В манге насчитывается 108 глав, опубликованных в 27 томах. В 2011 году издательство «Комикс-Арт» объявило о лицензировании манги в России. Русское издание первого тома было опубликовано 26 января 2012 года. 31 декабря 2018 года издательство Азбука-Аттикус объявило о переиздании манги.
Аниме-адаптацию по мотивам манги сняла студия Bones, выпустив 51-серийный аниме-сериал, демонстрировавшийся в Японии с 4 октября 2003 года по 2 октября 2004 года. Фильм-продолжение сериала, «Стальной алхимик: Завоеватель Шамбалы», созданный той же студией, шёл в кинотеатрах Японии с 23 июля 2005 года. 5 апреля 2009 года вышла вторая аниме-адаптация манги под названием «Стальной алхимик: Братство», которая, в отличие от первой, была намного ближе к оригиналу. В 2011 году был выпущен второй фильм, «Стальной алхимик: Священная звезда Милоса». Экранизация 2003 года локализована компанией «Мега-Аниме» и демонстрировалась в России на телеканалах СТС, 2x2 и Sony Sci-Fi. Экранизация 2009 года также была локализована в России, но уже студией СВ-Дубль и демонстрировалось на телеканале FAN. И манга, и обе аниме-экранизации получили широкую известность и признание: они были хорошо приняты как критиками, так и зрителями.
Действие сюжета происходит в стране Аместрис, где алхимия широко распространена как точная наука. Мир «Стального алхимика» по своему антуражу схож с началом XX века. Два главных героя, братья Эдвард и Альфонс Элрики, потерпев провал в попытке с помощью алхимии воскресить свою умершую мать, ищут легендарный философский камень, чтобы вернуть руку и ногу Эдварда и тело Альфонса, утраченные в ходе неудачной трансмутации.

## Мир
Мир «Стального алхимика» выполнен в антураже начала XX века. В аниме и манге присутствуют автомобили, поезда, радиотехника, телефонная связь, танки, но при этом отсутствует авиация, однако развита технология создания механических протезов-автоброни, и вместе с тем в этом мире широко распространена алхимия в качестве естественной науки.
|  |

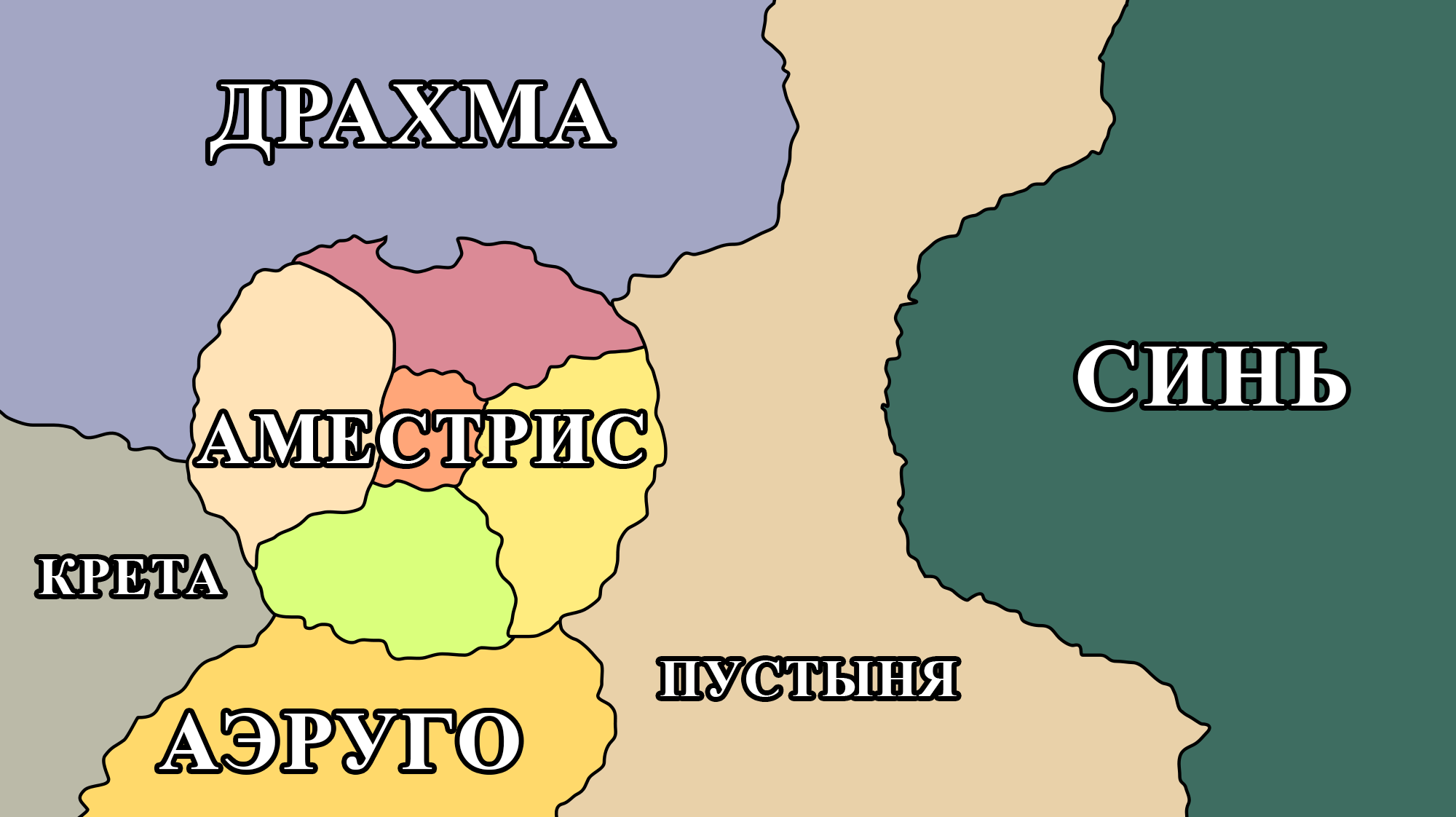
Карта мира «Стального алхимика»

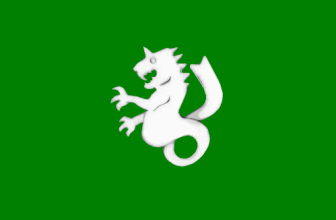
Флаг Аместриса

Карта Аместриса

Основные события сюжета происходят в стране Аместрис, которая фактически находится на военном положении. С трёх сторон её окружают враждебные государства, с которыми Аместрис находится в состоянии непрекращающейся войны. И лишь на востоке страны расположена пустыня, которая надёжно отделяет страну от империи Син. Посреди Восточной пустыни расположены руины некогда богатого и процветавшего древнего города Ксеркс, в котором много веков назад зародилась алхимия. На севере страны расположены горы Бриггс и одноимённая крепость, охраняющая границу между Аместрисом и враждебной империей Драхма. Внутренняя ситуация в стране не совсем стабильная, особенно на Востоке, где всего за пять лет до событий манги и аниме ценой огромных усилий удалось подавить кровопролитное восстание жителей Ишвара. В силу этого страна сильно милитаризована, а государственное устройство напоминает тоталитарное государство. Настоящая власть сосредоточена в руках армии. Главнокомандующий армии (фюрер) является также главой государства и практически никому не подконтролен. Страна поделена на пять округов — Центральный, Восточный, Южный, Западный и Северный, — которые управляются командующими соответствующих армий (военных округов). Армии подконтрольны многие предприятия, например, угольные шахты, а также у неё есть особое подразделение из алхимиков. Государственных алхимиков, служащих армии Аместриса, отличают по серебряным карманным часам и уникальным званиям, присваиваемым после вступления в должность. Люди ненавидят армию, особенно государственных алхимиков, называя их «армейскими псами», так как они виновны в уничтожении почти всего населения области под названием Ишвар в ходе последней гражданской войны, а также вмешательстве во многие другие внутренние конфликты, в результате чего погибло множество людей.
В аниме 2003 года действие происходит только в Аместрисе и Ишваре, другие страны (кроме Драхмы) не упоминаются.

### Алхимия
Алхимия — наука, занимающаяся преобразованием материи из одних форм в другие. Для использования алхимии требуется знать принципы химии и физики. Превращение материи называется трансмутацией и состоит из трёх этапов: первый — анализ, распознание структуры вещества, второй — разложение материи на составляющие, третий — синтез их в нужную материю. Алхимики могут превращать одни вещества в другие и изменять форму вещей, есть возможность также соединять живых существ, создавая химер, или вселять душу в неодушевлённые предметы с помощью печати кровью. Есть основной закон алхимии (закон равноценного обмена), который заключается в следующем: если алхимику нужно что-то получить, ему нужно пожертвовать чем-то равноценным. Когда алхимик пытается совершить преобразование, для которого ему не хватает исходного материала (то есть когда он пытается взять больше, чем отдаёт), возникает эффект, называемый отдачей. Для проведения преобразования требуется начертить алхимический круг, определяющий суть трансмутации, а затем алхимик должен активировать его. Круги могут быть начерчены, выложены или вырезаны на цели преобразования, рядом с ней, на одежде алхимика или даже вытатуированы на его коже.
В каждой душе есть Врата, которые позволяют людям использовать алхимию. Алхимикам запрещено делать золото, кроме того, под негласным запретом находится попытка создания человеческого организма. Если попытаться создать человеческий организм с помощью алхимии, то некая сущность, называемая Истиной, с помощью Врат даст алхимику огромные знания об алхимии и границах её возможностей, чтобы тот понял, что человеческой душе для трансмутации нет цены, а затем отбирает определённую «плату» за полученный «урок» — как правило, это часть тела алхимика. Алхимик, вступивший в контакт с Истиной, может проводить трансмутации, не рисуя алхимический круг. В империи Син используется несколько иная разновидность алхимии, называемая обратной алхимией. Принципы и цели обратной алхимии несколько отличаются от алхимии Аместриса: она основана на движении потоков энергии ци, и используется главным образом в медицинских целях.
В аниме 2003 года Врата служат проходом в наш мир.

#### Философский камень
Философский камень — легендарное вещество, многократно увеличивающее могущество алхимика и позволяющее совершать преобразования в обход закона равноценного обмена, давая почти неограниченную власть над материей. Сырьём для философского камня являются живые люди. Это вещество кроваво-красного цвета может быть твёрдым или жидким, иметь любую форму и размер, также оно может существовать в виде человеческого тела. В аниме 2003 года недоработанный или испорченный экземпляр философского камня называется красным камнем. Будучи намного более слабым, чем философский, красный камень всё же способен усиливать алхимическое воздействие. Его недостаток состоит в том, что незавершённые камни быстрее теряют свою силу и могут ломаться, создавая эффект «отдачи». Для создания красного камня необходимо вещество, называемое красной жидкостью или красной водой. Ядовитые свойства этой субстанции компенсируются усиливающим воздействием, оказываемым ею на алхимические реакции.

#### Гомункулы
Гомункулы — искусственные люди, созданные с помощью алхимии. Их можно распознать по знаку уробороса на одной из частей тела. Гомункулы могут мыслить, чувствовать, разговаривать, и в этом не отличаются от обычных людей. Но они не стареют, обладают сверхчеловеческими способностями (перевоплощение, неуязвимость и другие). Гомункулы могут быть созданы разными путями. Так, первый гомункул был создан алхимиками Ксеркса, использовавшими для этого человеческую кровь. Каждый из них обладает своими способностями. Поскольку они созданы фактически из философского камня, то могут возрождаться, пока не иссякнет их философский камень. После создания гомункулы наделялись человекообразным телом, но при этом могли принимать и другие формы. Для оживления таких гомункулов необходимо ввести в их тело философский камень. В манге и аниме 2009 года создать гомункула можно было и из живого человека, введя в него философский камень, который преобразует его тело. Обычно люди в таких случаях погибают, но выжившие становятся гомункулами. В сюжете манги и аниме 2009 года фигурирует также Бессмертная армия — армия гомункулов, созданная военными и учёными Аместриса для завоевания мира. Предполагалось, что солдаты-гомункулы смогут сражаться в любых условиях и при любых обстоятельствах, будучи к тому же малоуязвимыми для оружия врага, однако в результате вместо армии солдат Аместрис получил толпу кровожадных зомби.
В аниме 2003 года гомункулы появляются в результате преобразования человека, например, с целью оживить умершего, в виде искалеченного существа, которому для жизни и приобретения человеческого облика необходимо принимать незавершенный философский камень (он же красный камень), что также даёт ему физическую неуязвимость. Обладают разумом, но не имеют своей души и не могут использовать алхимию. Если алхимик, пытавшийся оживить человека, испытывал к умершему сильные чувства, то часть воспоминаний человека, которого пытались воскресить, передаются гомункулу. Слабеют, оказавшись рядом с останками своего прототипа, то есть человека, которого хотел воскресить алхимик, создавший данного гомункула, и становятся уязвимы.

## Сюжет
Эдвард и Альфонс Элрики — братья, живущие в деревне Ризембург в стране Аместрис. Их отец, Ван Гогенхейм, ушёл из дома, когда Эдвард и Альфонс были маленькими детьми. Спустя годы, их мать, Триша Элрик, умирает от неизлечимой болезни. После смерти матери Эдвард и Альфонс решают воскресить её с помощью алхимии. Для этого они изучают записи отца, посвящённые человеческому преобразованию, запретному разделу алхимии, с помощью которого теоретически можно даже возродить умершего человека. Братья пробуют провести трансмутацию, однако попытка проваливается, и в результате Эдвард теряет левую ногу, а Альфонс лишается тела. В отчаянной попытке спасти брата Эдвард жертвует своей правой рукой, чтобы прикрепить душу Альфонса к рыцарским доспехам. Альфонс относит искалеченного Эдварда к их подруге Винри Рокбелл и её бабушке Пинако. Их посещает Рой Мустанг, государственный алхимик, и предлагает Эдварду стать государственным алхимиком и работать на армию Аместриса. После того, как Винри и Пинако заменяют Эдварду утраченные конечности протезами-автобронёй, он решает поступить на службу в армию, чтобы получить доступ к архивам военных алхимиков, где, как полагает Эдвард, есть информация о том, как восстановить тела ему и его брату.
Эдвард становится государственным алхимиком. Это звание позволяет Эдварду использовать обширные ресурсы, чтобы найти способ вернуть потерянное братьями, но также превращает его в «живое оружие» армии («армейского пса»). Очень многие люди, которые встречаются братьям в пути, недружелюбно относятся к ним именно из-за звания, которое носит Эдвард. Однажды Эдвард и Альфонс узнают о философском камне, который, по слухам, может позволить алхимикам обходить закон равноценного обмена. Объявляется серийный убийца государственных алхимиков по прозвищу Шрам, ишварец, желающий отомстить Аместрису за истребление его народа. Продолжая поиски философского камня, Эдвард встречает доктора Марко, бывшего государственного алхимика, создававшего философский камень. Доктор Марко даёт Эдварду несколько зацепок для поиска информации о философском камне, в результате чего братья узнают, что сырьём для философского камня являются живые люди. Элрики проникают в заброшенную Пятую лабораторию, где, как они предполагают, и проводятся опыты по созданию философского камня, но двое людей, называющих себя Похотью и Завистью, разрушают лабораторию, чтобы скрыть улики. Маэс Хьюз, работник следственного отдела армии Аместриса, друг братьев Элриков и Роя Мустанга, решает начать собственное расследование, и узнать, как связаны война в Ишваре, философский камень и верхушка армии, но его убивает Зависть.
Тем временем Элрики отправляются в Даблис, к своей бывшей учительнице Идзуми Кёртис. Когда братья прибывают в Даблис, Альфонса похищает Жадность и его банда, состоящая из людей-химер, с целью узнать, как Эдвард прикрепил душу Альфонса к доспехам, и таким образом обрести бессмертие. Жадность рассказывает Альфонсу о гомункулах и о том, что он, а также фигурировавшие ранее в сюжете Похоть, Обжорство и Зависть — одни из них. Внезапно приезжает фюрер Кинг Брэдли с отрядом солдат и освобождает Альфонса, попутно убивая всех из банды Жадности. В битве с Жадностью выясняется, что фюрер — тоже гомункул, и его имя — Гнев. Фюрер доставляет Жадность к создателю гомункулов, Отцу, где тот лишает Жадность души и поглощает её. Эдвард знакомится с Линем Яо, принцем империи Синь, прибывшим в Аместрис на поиски философского камня, чтобы получить бессмертие. Так как Линь может чувствовать гомункулов, Эдвард просит его о помощи в борьбе против них. После того, как Мустанг убивает Похоть, Эдвард, Альфонс, Шрам, Линь и Мэй Чан, девочка-алхимик и принцесса Синь, также прибывшая на поиски бессмертия, проникают под землю, в логово Отца. Как оказывается, Отец по внешности идентичен Ван Гогенхейму, отцу Эдварда и Альфонса. Отец не убивает Элриков, говоря, что они ему нужны, и вставляет в Линя философский камень, превращая его в нового гомункула Жадность, Шраму и Мэй Чан удаётся спастись, освободив доктора Марко, захваченного гомункулами. После произошедшего фюрер берёт в заложники Винри и запрещает Эдварду участвовать в деле о философском камне. Рой Мустанг, узнав, что фюрер — гомункул, предпринимает попытку заговора против правительства, но терпит неудачу, так как всех подчинённых Мустанга рассылают в различные регионы Аместриса, а Лизу Хоукай, самую близкую из подчинённых, Кинг Бредли делает своим адъютантом, постоянно держа её при себе.
Обнаружив, что аместрийская алхимия не работала против Отца, а обратная алхимия Мэй Чан продолжала работать, Эдвард с братом отправляется на север, на поиски Мэй Чан, чтобы та научила их обратной алхимии. Тем временем Шрам, Мэй и Марко ищут записи брата Шрама, алхимика, ныне покойного. В записях брата Шрама написаны исследования алхимии и обратной алхимии. Эдвард и Альфонс прибывают в крепость Бриггс на границе с Драхмой, где их встречает генерал Оливия Армстронг. Неожиданно на самый нижний уровень Бриггса прорывается гомункул Лень, поразивший всех своей неуязвимостью. Эд, показав свою осведомлённость о гомункулах, отказывается отвечать на вопросы о них. Солдатам Бриггса удаётся захватить Лень, заморозив его. Как выясняется, Лень копал туннель, который, как предполагает Эдвард, окружает весь Аместрис и является частью гигантского алхимического круга для создания философского камня из всех его жителей. Лиза узнаёт, что Сэлим Брэдли, сын фюрера, также на самом деле гомункул — его истинное имя Гордыня, первый из семи гомункулов. Кинг Брэдли присылает Багрового алхимика Зольфа Джей Кимбли, чтобы тот убил Шрама, а вместе с ним и Винри, давая Элрикам понять, что жизнь Винри зависит от их действий. Кимбли требует от Эдварда принять участие в охоте на Шрама и Марко, обещая взамен отдать философский камень. Эдвард соглашается помочь Кимбли, хотя и не намерен использовать камень, чтобы не жертвовать человеческими душами ради своих целей. Братья отправляются на поиски Шрама, Винри решает сопровождать их. Винри, чтобы обмануть Кимбли, придумывает уловку с собственным похищением Шрамом, предварительно с ним договорившись.
Альфонс и Винри уезжают в город Лиор, где встречают Гогенхейма. Гогенхейм открывает тайну о своей связи с Отцом: много сотен лет назад, в городе-государстве Ксеркс, Гогенхейм был рабом под номером 23, кровь которого использовали для создания гомункула в колбе. Гомункул быстро подружился с рабом, дал ему имя, научил его читать, писать, считать и использовать алхимию. Царь Ксеркса, желая получить бессмертие, приказал гомункулу открыть секрет его получения. Гомункул обманом убедил правителя создать гигантский круг преобразования, с помощью которого, принеся всех жителей Ксеркса в жертву, создал философский камень и обзавёлся человеческим телом, за основу для которого взял тело Гогенхейма. Гогенхейм получил от гомункула в благодарность за помощь половину душ Ксеркса и стал живым философским камнем. Гомункул ушёл на запад, а Гогенхейм — на восток. Гомункул взял себе имя «Отец» и стал серым кардиналом Аместриса, на протяжении столетий готовя страну к трансмутации философского камня. Чтобы стать «выше» людей, Отец создал семь гомункулов — физических воплощений своих семи смертных грехов — и поместил в каждого часть своей души, отвечающую за этот грех. Гогенхейм же отправился на восток, в империю Синь, где научил местных жителей основам алхимии, которые позже дали начало обратной алхимии. Позже он прибыл в Аместрис, где познакомился с Тришей Элрик. К Жадности возвращаются воспоминания до убийства его Отцом, и он восстаёт против него во второй раз, становясь союзником Эдварда. Жадность рассказывает Эдварду об «Условленном дне», когда Отец хочет преобразовать Аместрис, как когда-то Ксеркс.
Мустанг вместе с Оливией решают устроить государственный переворот. Эдвард, Жадность и телохранители Линя вступают в стычку с Обжорством, однако Обжорство поглощает Гордыня. Наступает утро Условленного дня. Эдвард и его союзники уничтожают гомункулов Зависть, Лень, Гнева и Гордыню, а Гогенхейм пытается сразиться с Отцом, но Отец захватывает Гогенхейма, Эдварда, Альфонса, Идзуми и заставляет Мустанга совершить человеческое преобразование, из-за чего тот теряет зрение. Эти пять алхимиков совершали человеческое преобразование и являются «ценными жертвами», необходимыми для круга трансмутации философского камня. Все войны, которые вёл Аместрис на своей территории, в том числе и геноцид в Ишваре, также были подчинены этой же цели. Отец преобразовывает всё население Аместриса и поглощает Бога, обретя его могущество, однако из-за того, что Гогенхейм заранее оставил части своего философского камня на участках алхимического круга, договорившись с каждой из его душ, и создал свой, использующий принципы обратной алхимии, происходит обратная трансмутация, вернувшая души аместрийцев обратно в их тела. В результате Отец теряет контроль над Богом. Во время битвы с Отцом уничтожена механическая рука Эдварда, и Альфонс возвращает Истине свою душу, чтобы вернуть Эдварду правую руку. Во время битвы душа Жадности жертвует собой, чтобы сделать Отца уязвимым, в результате чего Линь перестаёт быть гомункулом. Эдвард уничтожает Отца, а затем жертвует Истине свои Врата, позволяющие ему пользоваться алхимией, чтобы вернуть Альфонса в его настоящем теле. Истина признаёт своё поражение перед Эдвардом и подчиняется ему, и Альфонс вновь оживает. Гогенхейм возвращается в Ризембург и мирно умирает перед могилой Триши. Через некоторое время Элрики также возвращаются в свой родной город, где их встречает Винри. Два года спустя после победы над Отцом братья разделяются и отправляются в путешествие, чтобы помочь всем тем, кто помог им в их путешествиях. В эпилоге показано, что Эдвард и Винри поженились и имеют двоих детей.

### Аниме 2003 года
Первая половина аниме-сериала примерно следует сюжету манги, но после этого сюжет развивается собственным путём. Отец в аниме не существует. Его аналог — женщина по имени Данте, бывшая возлюбленная Гогенхейма. В прошлом они были выдающимися алхимиками и усовершенствовали методы для создания философского камня, а также открыли способ обретения бессмертия, при котором они переселяются в чужие тела до их старения. В конце концов, Гогенхейма охватила вина за жертвование жизнями для создания камня, и он ушёл от Данте, забрав с собой его улучшенную формулу. Хотя Данте всё ещё могла перемещаться из тела в тело и избегать смерти столетиями, она могла проводить всё меньше и меньше времени в одном теле, так как оно начинало разлагаться быстрее после каждого перехода. Каждый переход также уменьшал со временем силу философского камня, которым она обладала. Данте использует гомункулов для побуждения Эдварда и Альфонса, а также других таких же отчаянных алхимиков, на создание ещё одного завершённого философского камня для неё.
Как и в манге, фюрер Кинг Брэдли оказывается гомункулом, его имя — Гордыня. Гнев — это ребёнок Идзуми Кёртис, которого она пыталась воскресить с помощью алхимии, а Лень — результат трансмутации Триши Элрик. Шрам, убивая людей, создаёт из их душ философский камень в доспехах Альфонса, в результате чего гомункулы, охотившиеся за камнем, похищают его. Эдвард бежит его спасать, но его убивает Зависть. Альфонс с помощью философского камня воскрешает своего брата, однако исчезает сам. Эдвард, в свою очередь, жертвует собой, чтобы вернуть Альфонса в его настоящем теле, и, пройдя через Врата, оказывается в нашем мире в послевоенной Германии. Чтобы вернуться в свой мир, Эдвард занимается развитием ракетостроения. История аниме завершается полнометражным фильмом «Завоеватель Шамбалы», где показано, что исследования Эдварда привлекают внимания Общества Туле, которое верит, что мир, из которого пришёл Эдвард — легендарная Шамбала. Дитлинде Эккарт, члену Общества Туле, удаётся проникнуть в Аместрис, и она пытается его уничтожить, однако Эдварду и Альфонсу удаётся её остановить, после чего они решают остаться в Германии. В OVA показано, что Эдвард впоследствии переселился в Японию, где и дожил до 2005 года.

## История создания
Прочитав про философский камень, Хирому Аракава захотела создать мангу про алхимиков. До начала работы над мангой она начала читать алхимические трактаты средневековых авторов. По её утверждению, они были трудными для понимания, поскольку одни книги часто противоречили другим. Аракаву в большей степени привлекала философская составляющая алхимии, нежели её практическая сторона. Идея о равноценном обмене родилась из воспоминаний Аракавы о её родителях, которые много трудились на ферме, чтобы заработать на хлеб.
Аракава хотела отразить в своей манге различные социальные проблемы. Перед созданием манги она просмотрела много различных документальных фильмов и телепрограмм, общалась с беженцами, ветеранами войн и бывшими якудзами. Некоторые элементы сюжета, в частности, когда Пинако Рокбелл заботится о братьях Элриках после того, как умирает их мать, несут мысль о важности семьи. Кроме того, Аракава таким образом выразила свои мысли о том, как общество должно заботиться о сиротах. Создавая вымышленную вселенную для сериала, Аракава в качестве источника вдохновения использовала исторические материалы о Европе эпохи Промышленной революции; её поразило отличие в культуре, одежде и быте той эры и Японии наших дней. В особенности её заинтересовала Великобритания того периода, и именно из материалов о Великобритании Аракава почерпнула львиную долю идей для своего мира. История Шрама и его ненависть к военным является отражением притеснения японцами айнов. По иронии судьбы, многие люди, притеснявшие айнов, сами имели айнские корни; эту иронию Аракава выразила в том, что Шрам использует алхимию, чтобы убивать государственных алхимиков, убивавших его народ.
Когда начался выпуск манги, Аракава уже придумала основные сюжетные ходы, в том числе и концовку. Она хотела, чтобы братья Элрики хотя бы частично могли восстановить себе тела. По мере продолжения сюжета мангака стала замечать, что персонажи взрослеют, изменила некоторые планировавшиеся сцены. Рассказывая о своём художественном стиле, Аракава упомянула, что на неё оказали влияние произведения таких мангак, как Суйхо Тагава и Хироюки Это. По её утверждению, проще всего ей было рисовать Алекса Луи Армстронга и маленьких животных. Аракаве нравятся собаки, и поэтому она включила нескольких в историю. Кроме того, она старалась делать побольше комичных и смешных моментов и поменьше грустных и берущих за душу, поскольку цель манги, по её мнению, состоит в подъёме настроения.
Когда было выпущено около 40 глав манги, Аракава объявила, что серия близится к концу и что она попытается увеличить темп повествования. Чтобы некоторые главы были нескучными, Аракава убрала ненужные детали и сильно развила кульминационную часть сериала. Это было необходимо также и потому, что Аракаве выделялось ограниченное количество страниц в журнале, и она не могла уместить всё, что она хотела. Изначально Аракава планировала мангу на 21 том, но впоследствии ей пришлось увеличить число томов до 27. После девяти лет работы над мангой Аракава заявила, что очень довольна своей работой, и что всё, что она хотела рассказать в манге, она рассказала.
Во время создания первой аниме-экранизации Аракава позволила студии Bones работать независимо от неё, и даже сама попросила сценаристов сделать другую концовку. Она объяснила это тем, что не хочет видеть повторение в аниме и манге, и она хотела, чтобы манга была длиннее, поскольку ей нужно было раскрыть персонажей. Аракаве аниме-экранизация 2003 года понравилась, и ей понравилось, как гомункулы из аниме отличались от гомункулов в её манге, и то, как сценаристы придумали свою версию происхождения злодеев. Поскольку Аракава помогала студии в работе над аниме-сериалом, у неё оставалось мало времени, чтобы рисовать иллюстрации для обложек манги.

## Продукция

### Манга
Оригинальная манга за авторством Хирому Аракавы насчитывает 108 глав, отдельно изданных в 27 томах. Первая глава вышла 12 июля 2001 года в журнале Monthly Shonen Gangan, а заключительная глава вышла в июньском номере журнала в 2010 году. В сентябре 2010 года в журнале была опубликована короткая глава, посвящённая дальнейшей судьбе героев манги. Через год, в июле 2011 года, была опубликована короткая манга-прототип «Стального алхимика», которую Аракава нарисовала ещё до начала её регулярной публикации. В формате тома манга впервые была опубликована 22 января 2002 года, а последний том увидел свет 22 ноября 2010 года. В 2011 году издательство Square Enix начало переиздание манги в формате кандзэнбан, где были перерисованы многие страницы в лучшем качестве без изменения сюжета.
На английском языке мангу издавала Viz Media: первый том вышел 3 мая 2005 года, а двадцать седьмой — 20 декабря 2011 годаl. 7 июня 2011 года издательство начало публиковать тома в сборниках, объединяющих три тома в одной книге. Кроме Viz, английскими переводами «Стального алхимика» занимались Madman Entertainment в Австралии и Chuang Yi в Сингапуре. Сериал был переведён на многие языки, включая польский, французский, португальский, итальянский и корейский. В России манга была лицензирована издательствами «Комикс-Арт» и «Эксмо». 26 января 2012 года было объявлено о выходе первого тома манги. В ряде магазинов Москвы и Санкт-Петербурга была запущена акция, по которой к томику прилагался брелок в виде Эдварда Элрика. 15 декабря 2013 года проект «Манга» от «Эксмо» был закрыт, и поэтому выпуск всей манги от издательства был прекращён. На момент прекращения издания были выпущены первые три тома. Однако 31 декабря 2018 о покупке лицензии на русскоязычное издание манги приобрело издательство Азбука-Аттикус.

### Аниме

Сравнение одной и той же сцены в манге и двух аниме-экранизациях

По манге студией Bones было снято два аниме-сериала. Первый вышел в 2003 году и содержит в себе 51 серию. Впоследствии вышел полнометражный фильм-продолжение к сериалу, «Стальной алхимик: Завоеватель Шамбалы», созданный той же студией, шёл в кинотеатрах Японии с 23 июля 2005 года. В 2009 году было снято аниме «Стальной алхимик: Братство», которое намного сильнее приближено к оригинальной манге, чем первая экранизация. В 2011 году был выпущен второй фильм по вселенной «Стального алхимика», «Священная звезда Милоса». Экранизация 2003 года локализована компанией «Мега-Аниме» и демонстрировалась в России на телеканалах СТС, 2x2 и Sony Sci-Fi. Экранизация 2009 года также была локализована в России, но уже студией СВ-Дубль и демонстрировалась на телеканале FAN.

### Ранобэ
Square Enix выпустила семь ранобэ по вселенной «Стального алхимика» за авторством Макото Иноуэ, а иллюстрациями к тексту и дизайном обложек занималась сама Хирому Аракава. На английском книги публиковала Viz Media, а переводом с японского на английский занимался Александер О. Смит, известный переводчик с японского, переводивший также игры популярной серии Final Fantasy. Лайт-новеллы являются ответвлением сюжета манги и также повествуют о братьях Элриках, ищущих философский камень. Первая лайт-новелла, Fullmetal Alchemist: The Land of Sand, была экранизирована: в аниме 2003 года её события происходят в 11 и в 12 сериях. Кроме того, на бумагу были переложены сюжеты игр для PlayStation 2 Fullmetal Alchemist and the Broken Angel, Fullmetal Alchemist 2: Curse of the Crimson Elixir и Fullmetal Alchemist 3: The Girl Who Succeeds God.

### Музыка
Музыку для аниме-экранизации 2003 года сочинила Митиру Осима. Главная тема аниме-сериала «Братья» исполнена на русском языке хором «Вера», авторами слов были режиссёр аниме Сэйдзи Мидзусима и российский востоковед Татьяна Наумова. Первый диск к аниме-экранизации 2003 года TV Animation Fullmetal Alchemist Original Soundtrack 1 был издан 24 марта 2004 года в Японии, на нём было 33 музыкальные темы, а также первая открывающая и завершающая песни, второй диск, TV Animation Fullmetal Alchemist Original Soundtrack 2, был опубликован 15 декабря того же года и содержит в себе 30 звуковых дорожек, а на третьем, TV Animation Fullmetal Alchemist Original Soundtrack 3, изданном 18 мая 2005 года, содержится 27 музыкальных тем.
Fullmetal Alchemist: Complete Best и Fullmetal Alchemist Hagaren Song File (Best Compilation) — это сборники музыки к сериалу, вышедшие 14 октября 2004 года и 21 декабря 2005 года соответственно. Американское издание содержит в себе клип к песне «Kesenai Tsumi» от первой завершающей заставки, исполненной певицей Наной Китадэ. Вскоре после выхода полнометражного фильма «Завоеватель Шамбалы» к нему также вышел саундтрек под названием Fullmetal Alchemist The Movie Conqueror Of Shamballa OST. На диске записано 46 звуковых дорожек, использованных в полнометражном фильме. В декабре 2004 года в Токио и Осаке был проведён концерт «Tales of Another Festival», на котором были сыграны музыкальные темы из различных анимационных сериалов. DVD с записью концерта Fullmetal Alchemist Festival—Tales of Another увидел свет 27 апреля 2005 года.
Музыку к сериалу «Стальной алхимик: Братство» написал Акира Сэндзю. Первый диск саундтрека был опубликован 14 октября 2009 года, второй — 24 марта 2010 года, а третий — 7 июля 2010 года. 28 июля 2010 года был издан Fullmetal Alchemist Final Best, сборник открывающих и закрывающих песен. 29 июня 2011 года вышел саундтрек к фильму «Священная звезда Милоса», где музыку писал Таро Ивасиро.

### Графические альбомы и путеводители
По аниме и манге вышло несколько графических альбомов. Три альбома The Art of Fullmetal Alchemist были опубликованы издательством Square Enix, а потом два из них были переведены английской компанией Viz Media. Первый альбом включает в себя рисунки из первых шести томов манги, второй — из шести следующих, а третий — из всех остальных томов. По мотивам аниме 2003 в Японии вышло три альбома The Art of Fullmetal Alchemist: The Anime, но только первый из них был переведён и опубликован английской компанией Viz Media. Существует также альбом по второй экранизации манги, вышедший в ноябре 2010 года, который называется Fullmetal Alchemist Official Drawing Collection.
По мотивам манги вышло три путеводителя, в которые, кроме рассказов о приключениях братьев Элриков, входят дополнительные эпизоды манги. Только первый путеводитель Fullmetal Alchemist Profiles был опубликован на английском языке Viz Media. Fullmetal Alchemist Anime Profiles, путеводитель по аниме-экранизации 2003 года, был выпущен в Японии и в Америке. Существует серия из пяти книг под названием TV Anime Fullmetal Alchemist Official Fanbooks, содержащих информацию об аниме и многочисленные интервью с создателями сериала. По второй экранизации также есть четыре путеводителя, выходившие в течение периода с августа 2009 года по август 2010 года. В книге Fullmetal Alchemist Chronicle, вышедшей 29 июля 2011 года в Японии, содержится информация о событиях после действия манги и о дальнейшей судьбе героев.

### Игры
Целые серии видеоигр, действие которых происходит в мире «Стального Алхимика», выпускались различными командами разработчиков. Компанией Square Enix было выпущено три экшн-РПГ — Fullmetal Alchemist and the Broken Angel, Fullmetal Alchemist 2: Curse of the Crimson Elixir и Kami o Tsugu Shōjo. Bandai разработала две RPG, Fullmetal Alchemist: Stray Rondo и Fullmetal Alchemist: Sonata of Memory для Game Boy Advance, и одну, Dual Sympathy, для Nintendo DS. Эксклюзивно для Японии Bandai издала ролевую игру Fullmetal Alchemist: To the Promised Day для PlayStation Portable. Bandai также выпустила один файтинг Dream Carnival для платформы PlayStation 2. Компания Destineer выпустила игру, которая основана на коллекционной карточной игре, для платформы Nintendo DS. Из семи игр, разработанных в Японии, на Западе были изданы только Broken Angel, Curse of the Crimson Elixir, и Dual Sympathy. Позже для Wii была разработана Fullmetal Alchemist: Prince of the Dawn, которая вышла в августе 2009 года. В декабре того же года вышло прямое продолжение к игре на ту же консоль, Daughter of the Dusk.
Funimation Entertainment купила лицензию на серию, чтобы разрабатывать игры по «Стальному алхимику», издательством которых впоследствии занималась американская компания Destineer. 19 февраля 2007 года Destineer анонсировала адаптацию коллекционной карточной игры по «Стальному алхимику» Fullmetal Alchemist Trading Card Game. В 2009 году была издана Fullmetal Alchemist: Senka wo Takuseshi Mono, которая вышла в Японии 15 октября 2009 года. Европейскую версию игры издала Namco Bandai в марте 2010 года под названием Fullmetal Alchemist: Brotherhood.
При создании игр Хирому Аракава часто выступала консультантом и дизайнером персонажей, в то время как студия Bones делала анимационные вставки. За образец разработчики брали такие игры, как серия Kingdom Hearts, а также игры по другим аниме-сериалам: по «Жемчугу дракона», «Наруто» и One Piece.

### Радиопостановки
Всего по мотивам «Стального алхимика» вышло две серии радиопостановок. Первый диск первой серии называется  Fullmetal Alchemist Vol. 1: The Land of Sand. Он вышел до начала показа аниме-сериала. Сюжет радиопостановки идентичен сюжету новеллы с таким же названием. Все сэйю, которые принимали участие в этом проекте, также озвучивали идентичные роли в аниме, кроме актёров, которые озвучивали братьев Элриков. Два других диска, Fullmetal Alchemist Vol. 2: False Light, Truth’s Shadow и Fullmetal Alchemist Vol. 3: Criminals' Scar, базируются на оригинальном сюжете.
Вторая серия радиопостановок распространяется только в комплекте с журналом Shonen Gangan. В эту серию входят два диска, каждый поделённый на два эпизода. Первый диск Fullmetal Alchemist: Ogutāre of the Fog вышел вместе с номером Shōnen Gangan за апрель и май 2004 года. Второй диск, Fullmetal Alchemist: Crown of Heaven вышел в номерах за ноябрь и декабрь.

### Фильм
1 декабря 2017 года вышел японский игровой фильм «Стальной алхимик» снятый по мотивам манги.

### Прочее
По «Стальному алхимику» различными компаниями производятся статуэтки, экшен-фигурки и прочая сопутствующая продукция. Joyride Entertainment выпустила в 2005 году карточную игру по «Стальному алхимику». До прекращения производства карточной игры в 2007 году было издано шесть дополнительных наборов. Destineer впоследствии разработало адаптацию игры для Nintendo DS.

## Отзывы и популярность

### Манга

#### Продажи и популярность
В Японии по данным на март 2008 года манга была продана тиражом больше 30 млн томов. Сериал вошёл в список наиболее успешных лицензий Viz Media, а также несколько раз появлялся в списке USA Today Booklist. Английский релиз первого тома манги вошёл в список самых покупаемых в 2005 году. 25 июня 2013 года Square Enix объявила, что по всему миру был продан 61 миллион томов манги, из них 30 — за пределами Японии. «Стальной алхимик» вместе с Final Fantasy и Dragon Quest стал самой успешной торговой маркой компании Square Enix.
В 2008 году было продано по миллиону копий 19 и 20 тома, таким образом, они получили десятое и одиннадцатое место соответственно в списке самых продаваемых комиксов в Японии. В первой половине 2009 года 22 том манги занял четвёртое место в списке самой продаваемой манги в Японии, было продано более трёх миллионов копий. Кодзи Тагути, продюсер из Square Enix, рассказал, что изначальные продажи первого тома составили 150,000, но продажи резко возросли до 1,5 миллионов копий после премьеры первой аниме-экранизации. До премьеры второй экранизации каждый том расходился тиражом около 1,9 млн экземпляров, однако после показа продажи каждого тома выросли до 2,1 млн.
По мотивам манги было создано множество додзинси, любительской манги. На японском рынке Super Comic City присутствовало более 1,100 додзинси по «Стальному алхимику». Anime News Network утверждает, что на крупнейшей ярмарке додзинси «Комикет» также было полно поклонниц манги, писавших додзинси.

#### Награды
Вместе с Yakitate!! Japan, манга «Стальной алхимик» была признана на 49-й церемонии Shogakukan Manga Award лучшей сёнэн-мангой 2004 года. Манга также получила премию Seiun Award в номинации «лучший фантастический комикс». Манга попала в списки бестселлеров Diamond Comic Distributors и газеты The New York Times. Английская версия первого тома была бестселлером среди комиксов в 2005 году. В опросе Oricon 2009 года «Стальной алхимик» попал на девятое место в списке наиболее желаемых киноадаптаций по манге.

#### Обзоры
Манга была тепло встречена критиками. Хотя критики сочли, что первые 5 томов изобилуют клише, было отмечено, что по мере повествования сюжет становится сложнее. Художественный стиль был удостоен хороших отзывов, в частности был оценён тот факт, что персонажи достаточно отличаются друг от друга. По мнению портала IGN, Эдвард очень умён, однако столь же упрям, и это позволяет легко переходить между драматичными и комичными сценами. Active Anime отметил хорошее развитие характеров персонажей, изменение их взглядов по мере истории. Mania Entertainment утверждает, что манга понравится тем, кто смотрел аниме-экранизацию 2003 года, несмотря на сходство первых глав манги с первыми сериями. Обозреватель одобрительно высказался о мрачной атмосфере манги, и о том, как в ней умело сочтены экшен и комедийные сцены. Сайт также похвалил то, как были показаны и развиты персонажи, лишь мельком появлявшиеся в первом аниме. В обзоре на 14 том сайт счёл раскрытие некоторых сюжетных линий хорошим ходом, кроме того, хорошо было показано развитие гомункулов, в частности, Жадности.

### Ранобэ
Первая книга по «Стальному алхимику», The Land of the Sand, была позитивно оценена Джэрредом Пайном, редактором сайта Mania. Он охарактеризовал данное произведение как достаточно самобытные, при этом характеры персонажей близки к тем, что в оригинальной манге. Хотя предыстория у персонажей в манге не фигурировала в произведении, это было обусловлено тем, что романы нацелены в первую очередь на новых читателей. Ain't It Cool News также отметил, что роман-ответвление идейно продолжает мангу, и, хотя он ничего нового к вселенной «Стального алхимика» не добавлял, так как являлся новеллизацией двух серий первой экранизации, их пересказ читается с удовольствием. Обозреватель решил, что данная работа на более младшую аудиторию, которой ещё рано читать про политические интриги и тёмную сторону человеческой личности. Чарльз Соломон в обзоре газеты Los Angeles Times утверждал, что в романе, в отличие от аниме, делаются акценты на несколько иных вещах, к примеру, лучше, чем в аниме, показаны дружеские взаимоотношения между Альфонсом Элриком и младшим-Элриком-самозванцем.

### Аниме

#### Аниме 2003 года
В 2003 году японский журнал Animage признал сериал лучшим аниме 2003 года. В 2005 и 2006 годах телеканал TV Asahi признавал «Стального алхимика» лучшим аниме всех времён. В 2005 году «Стальной алхимик» стал лучшим аниме-сериалом по версии журнала Anime Insider. Сериал победил в номинациях «Любимые аниме-сериалы», «Любимая серия» (седьмая), «Любимый женский персонаж» (Риза Хоукай), «Любимый мужской персонаж» (Эдвард Элрик), «Любимая заглавная песня» («Melissa» группы Porno Graffitti) и «Любимый сэйю» (Роми Паку, озвучивавшая Эдварда). На ярмарке «Tokyo Anime Fair» сериал получил награды «Анимационный фильм года» («Завоеватель Шамбалы»), «Лучший оригинальный сюжет» (Хирому Аракава) и «Лучшая музыка» (Митиру Осима). В 2006 году About.com присудил аниме награды «Лучший новый аниме-сериал» и «Лучшая анимация». В 2007 году аниме выиграло в 5 номинациях из 6-ти на American Anime Awards («Лучший сериал», «Лучший актёр», «Лучший кастинг», «Лучший дизайн DVD-коробки» и «Лучшая музыкальная тема»), став единственным аниме, получившим такое количество наград.
Интернет-портал IGN, посвящённый компьютерным играм и массовой культуре, поставил «Стального алхимика» 2003 года на 95-е место в списке лучших анимационных сериалов всех времён. Причиной тому стали сцены, «наполненные взрывным экшеном», но, несмотря на них, проблема человека крайне важна для сюжета, поэтому сериал крайне драматичен. Команда сайта поместила сериал в список десяти наиболее желаемых киноадаптаций мультфильмов. Дизайн персонажей был удостоен хороших отзывов сайтом Mania, поскольку персонажи разнообразны. Сэмуэль Аргобласт, впрочем, сообщал, что частые флешбэки были крайне раздражающими и портили впечатление от просмотра. Лори Ланкастер с Mania Entertainment назвала сюжет «чудесным», и сочла, что, возможно, сериал станет классикой аниме. Мария Лин в статье на animefringe.com высказала мнение, что основные темы сюжета «взяты в заложники постоянными попытками выбить из зрителя слезу». Она подвергла критике концовку, отметив, что никакого развития персонажей не произошло, равно как и никаких откровений в плане сюжета. Элрики, хотя и добираются до философского камня, совершают одни и те же ошибки вновь и вновь.
Обозреватели также хвалили саундтрек из-за разнообразия музыкальных стилей и приятной, но не отвлекающей фоновой музыки. DVDvisionjapan назвал первую вступительную песню и первую завершающую лучшими музыкальными темами во всём сериале.

#### Братство
По словам обозревателя Anime News Network, повторение событий из первого аниме в первых сериях снизило интригу при просмотре. Mania Entertainment утверждает, что главные плюсы второй экранизации состоят в том, что поступки героев отличаются от тех, что были в экранизации 2003 года, и в собственной сюжетной линии, взятой из манги.
В другом обзоре рецензент сайта решил, что большое количество драмы и экшена сделали сериал «крепким». Крис Циммерман в обзоре Comic Book Bin писал, что сериал становится более самобытным, когда в нём появляются персонажи, не показанные в первом сериале и тем самым повышается его глубина. Кроме того, графическое исполнение стало намного лучше, чем в сериале 2003 года, в особенности лучше изображены выражения лиц персонажей и сцены битв. Los Angeles Times поместил «Стальной алхимик: Братство» на второе место в списке десяти лучших аниме всех времён, сериал уступил только «Евангелиону».
Завершающие серии были оценены лучше, чем в первом сериале. Критики сочли, что концовка хороша: Марк Томас назвал её «идеальной концовкой выдающегося сериала». В апреле 2010 года журнал Animage поставил его на шестое место в списке лучших сериалов, начавшихся между апрелем 2009 года и мартом 2010 года.
Fullmetal Alchemist: Brotherhood многие годы возглавлял пользовательский рейтинг на сайте MyAnimeList. И хотя находились другие аниме (например, Атака титанов), периодически смещавшие сериал с первого места, в конечном итоге он снова возвращался на лидирующую позицию. В адрес поклонников «Братства» даже звучали обвинения в том, что они намеренно занижали рейтинги других произведений. По состоянию на март 2024 года Fullmetal Alchemist: Brotherhood уступал Sousou no Frieren.